# Раван (Узбекистан)
Раван (узб. Ravon / Равон) — посёлок городского типа, административный центр Сохского района республики Узбекистан. Население около 10000 человек. Расположен на правом берегу реки Сох. Сообщение с остальной территорией Узбекистана затруднено по причине изоляции района территорией республики Кыргызстан. Основное население посёлка составляют этнические таджики. Население занимается в основном подсобным сельским хозяйством (картофель, фрукты). С середины 90-х значительноe количество мужчин регулярно выезжает на заработки за границу.